# مارکوس بنت
مارکوس بنت (انگلیسی: Marcus Bent؛ زادهٔ ۱۹ مهٔ ۱۹۷۸) یک بازیکن فوتبال اهل بریتانیا است.